# Stadsmuseum van Tallinn
Het Stadsmuseum van Tallinn (Ests:Tallinna Linnamuuseum) is een museum in de oude binnenstad van de Estse hoofdstad Tallinn. Het museum werd in 1937 opgericht als een stadsmuseum voor Tallinn. Aan de hand van de collectie bestaande uit 150.000 objecten wordt de geschiedenis verteld van de prehistorie tot aan de onafhankelijkheid in 1991.

## Andere Musea
Behalve het hoofdmuseum in de oude binnenstad heeft het museum meerdere monumenten en musea in Tallinn in beheer. Deze zijn:
- de Kiek in de Kök en de Bastion tunnels
- het Fotografiemuseum
- het Miiamilla Kindermuseum in het Kadriorgpark
- het Peter de Grote-huis in het Kadriorgpark
- het Kalamaja-museum
- Galerie Seek
- het Volksmuseum, voorheen bekend als het Russisch museum

- Library of Congress Control Number: nr96031675
- Virtual International Authority File: 149793394

Stadsmuseum van Tallinn · Kiek in de Kök en de Bastion tunnels · Fotografiemuseum · Miiamilla Kindermuseum · Peter de Grote-huis · Kalamaja-museum · Volksmuseum